# Maranjaure
Maranjaure är en sjö i Arjeplogs kommun i Lappland och ingår i Skellefteälvens huvudavrinningsområde. Sjön har en area på 1,02 kvadratkilometer och ligger 669 meter över havet.

## Delavrinningsområde
Maranjaure ingår i det delavrinningsområde (740141-155335) som SMHI kallar för Utloppet av Maranjaure. Medelhöjden är 912 meter över havet och ytan är 23,84 kvadratkilometer. Räknas de 3 avrinningsområdena uppströms in blir den ackumulerade arean 106,73 kvadratkilometer. Maranjåkkå som avvattnar avrinningsområdet har biflödesordning 3, vilket innebär att vattnet flödar genom totalt 3 vattendrag innan det når havet efter 354 kilometer. Avrinningsområdet består mestadels av kalfjäll (95 procent). Avrinningsområdet har 1,01 kvadratkilometer vattenytor vilket ger det en sjöprocent på 4,2 procent.